# 노은로
노은로(Noeun-ro)는 대전광역시 유성구 노은동 현충원역삼거리에서 유성구 노은동 신성네거리를 잇는 도로이다.

## 주요경유지
대전광역시
- 유성구 (온천동 . 노은동 . 신성동)

## 노선
| 이름           | 접속 노선                          | 소재지     | 소재지 | 소재지 | 비고 |
| -------------- | ---------------------------------- | ---------- | ------ | ------ | ---- |
| 현충원역삼거리 | 국도 제32호선 (현충원로)           | 대전광역시 | 유성구 | 온천동 |      |
| (이름없음)     | 노은서로 노은동로                  | 대전광역시 | 유성구 | 노은동 |      |
| 노은네거리     | 대전광역시도 제16호선 (한밭대로)   | 대전광역시 | 유성구 | 노은동 |      |
| (이름없음)     | 은구비남로                         | 대전광역시 | 유성구 | 노은동 |      |
| 지족네거리     | 은구비로                           | 대전광역시 | 유성구 | 노은동 |      |
| 침신대네거리   | 대전광역시도 제53호선 (북유성대로) | 대전광역시 | 유성구 | 노은동 |      |
| 송림네거리     | 송림로                             | 대전광역시 | 유성구 | 노은동 |      |
| (이름없음)     | 하기로                             | 대전광역시 | 유성구 | 신성동 |      |
| 하기2교        |                                    | 대전광역시 | 유성구 | 신성동 |      |
| 신성네거리     | 유성대로                           | 대전광역시 | 유성구 | 신성동 |      |
| 가정로와 직결  |                                    |            |        |        |      |

## 주요 건물 및 시설
- 노은119안전센터 (노은로 101/노은동 503-6)
- 맘스터치 신대전노은동점 (노은로 144/지족동 905-4)
- CGV 유성노은 (노은로 144/지족동 905-4)
- GS25 대전노은역점 (노은로 144/지족동 905-4)
- 메가MGC커피 대전노은점 (노은로 158/지족동 905-1)
- 노은역 (노은로 161/지족동 962)
- SK텔레콤 대성대리점 노은점 (노은로 166/지족동 901-5)
- KB국민은행 노은지점 (노은로 174/지족동 901-3)
- 신한은행 노은지점 (노은로 178/지족동 901-2)
- 지족역 (노은로 273/지족동 836-6)